# Overstromingen in Groot-Brittannië 2007

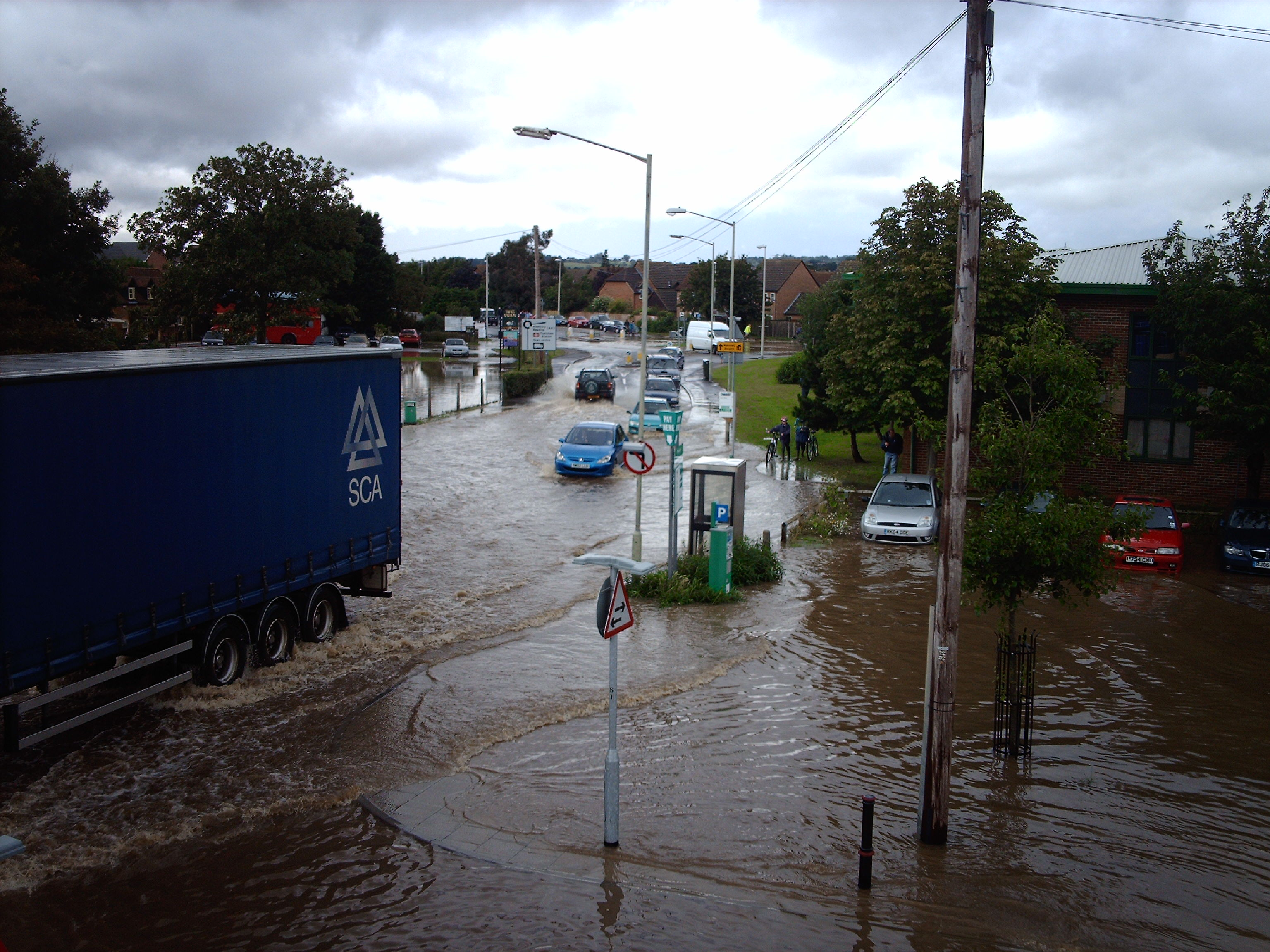

In juni en juli 2007 werden grote delen van Engeland getroffen door wateroverlast. De betrokken rivieren zijn de Severn, Theems en de Ock. De wateroverlast was vooral in het zuidwesten en midden van Engeland zoals Wales, Gloucestershire, Worcestershire, Berkshire, Oxfordshire, Cambridgeshire en Londen. De watersnood startte in het weekend van 21 & 22 juli 2007 in het oosten van Engeland. Militairen en vrijwilligers sprongen de hulpdiensten bij om getroffenen te voorzien van voedsel, dekens en drinkwater.

## Oorzaken
Groot-Brittannië beleefde een van zijn natste zomers, in tegenstelling tot de zomer van het jaar daarvoor, die een van droogste en heetste was. Alleen al op 20 juli viel in sommige gebieden bijna dertien centimeter regen en op 21, 22 en 23 juli bleef het door regenen.
Juni 2007 begon rustig met een hogedrukgebied ten noorden van het Verenigde Koninkrijk dat zorgde voor een toevoer van droge, koele lucht uit het oosten. Op 10 juni begon de hoge druk af te nemen, omdat een trog (een langwerpige uitstulping van een lagedrukgebied) het gebied binnendrong. De onweersbuien die daaruit ontstonden, veroorzaakten op 12 juni overstromingen in Noord-Ierland.
Later die week trok een langzaam bewegend lagedrukgebied vanuit het westen van Biscaje naar het oosten over de Britse Eilanden. Op hetzelfde moment trok het daaraan verbonden occlusiefront naar het noorden van Engeland. Daar werd het heel actief en zorgde voor hevige neerslag die op 15 juni zijn hoogtepunt bereikte. In de hele regio werden regenrecords gebroken. Het meteorologisch station in Leeming (een RAF basis) mat 69,6 mm regen in 24 uur. Die regen veroorzaakte plaatselijke overstromingen. Het front werd zwakker en bereikte Schotland op 16 juni. Daarachter, boven Engeland en Wales, bevond zich heel instabiele lucht. Het was bewolkt en er waren onweersbuien. Zware regenbuien volgden elkaar op. Op verschillende plaatsen leidde dat tot overstromingen, want de bodem was nog niet opgedroogd, maar verzadigd met water.
Op 25 juni trok weer een depressie over Engeland (993 hPa) die je niet zou verwachten in dat jaargetijde. Het daaraan verbonden front nestelde zich boven het oosten van Engeland en gaf op bepaalde plaatsen meer dan 100 mm regen. De combinatie van veel regen en hoge waterstanden door eerdere regenbuien veroorzaakte omvangrijke overstromingen op veel plaatsen in Engeland en Wales. Daarbij werden de Midlands, Gloucestershire, Worcestershire, South-, West- en East-Yorkshire het zwaarst getroffen. Stormen aan de oostkust veroorzaakten stormschade. Fylingdales, het weerstation van de RAF in de North Yorkshire Moors, meldde een totale neerslag van 103 mm in 24 uur. Naar schatting viel er 100 mm in Hull en 77 mm op de Emley Moor in West-Yorkshire. Het gemiddelde maandtotaal van juni 2007 in heel het Verenigd Koninkrijk is 72,6 mm.
Op 27 juni waarschuwde Met Office voor heel slecht weer in het daaropvolgende weekend. Daarbij werd gemeld dat er plaatselijk 50 mm zou kunnen vallen, waardoor de kans op overstromingen zou toenemen in verband met de verzadiging van de vlakke gebieden.
Op 20 juli trok er weer een actief frontsysteem over het zuiden van Engeland. Op veel plaatsen werd op één dag meer regen geregistreerd dat anders in een maand. Het college in Pershore in Worcestershire meldde 142,2 mm. Daarom gaf de Environment Agency (die als taak heeft de leefomgeving van de inwoners te beschermen en te verbeteren) nog eens zestien overstromingswaarschuwingen. Op 21 juli stonden veel steden en dorpen onder water. Gloucestershire, Worcestershire, Warwickshire, Wiltshire, Oxfordshire, Berkshire, Londen en South Wales kregen het het zwaarst te verduren.
Klimatologen denken dat het ongewone weer dat tot overstromingen heeft geleid iets te maken heeft met het natuurverschijnsel La Niña in de Stille Oceaan, en het feit dat de straalstroom verder naar het zuiden ligt dan normaal.

## Oxford
Op 25 juli 2007 zorgde de overvolle rivier de Theems voor problemen in Oxford. Delen van de universiteitsstad stonden blank en zo'n 250 gezinnen werden geëvacueerd.

## Elektriciteit & drinkwater
In het graafschap Gloucestershire overstroomde een elektriciteitscentrale waardoor 50.000 huishoudens tijdelijk geen elektriciteit hadden.
Ook in het graafschap Gloucestershire overstroomde een waterzuiveringsinstallatie die voor 350.000 mensen drinkbaar water leverde. Om gezondheidsproblemen te voorkomen bracht het Rode Kruis naast watertanks ook ontsmettingsmiddelen rond.

## Schade
De schade bedraagt ongeveer 5 miljard pond (7,5 miljard euro).

## Hulp uit het Britse koningshuis
De Britse prins Charles bracht vrijdag 27 juli een bezoek aan de door water overstroomde gebieden in Engeland. Hij zal volgens Britse media onder meer gesproken hebben met families die langdurig gekampt hadden met afgesloten stroom- en waterleidingen.
Het is de eerste keer dat iemand van het Britse koninklijk huis naar het crisisgebied reisde. Koningin Elizabeth had de getroffenen eerder al wel via een verklaring haar steun en medeleven uitgesproken. Op 27 juli werd bekend dat ze uit privémiddelen geld heeft gestort op de rekening van het Britse Rode Kruis.

## Dodental
Het totale dodental van de gevolgen van de overstromingen is negen.